# Jharsuguda
Jharsuguda è una suddivisione dell'India, classificata come municipality, di 75.570 abitanti, capoluogo del distretto di Jharsuguda, nello stato federato dell'Orissa. In base al numero di abitanti la città rientra nella classe II (da 50.000 a 99.999 persone).

## Geografia fisica
La città è situata a 21° 51' 0 N e 84° 1' 60 E e ha un'altitudine di 217 m s.l.m..

## Società

### Evoluzione demografica
Al censimento del 2001 la popolazione di Jharsuguda assommava a 75.570 persone, delle quali 39.662 maschi e 35.908 femmine. I bambini di età inferiore o uguale ai sei anni assommavano a 9.153, dei quali 4.687 maschi e 4.466 femmine. Infine, coloro che erano in grado di saper almeno leggere e scrivere erano 52.148, dei quali 30.673 maschi e 21.475 femmine.